# Föreningen för sinnesslöa barns vård
Föreningen för sinnesslöa barns vård (FSBV) bildades 1869 på initiativ av filantropen Otto von Feilitzen och författarna Sophie Adlersparre och Thekla Knös. Föreningen, vars förste ordförande blev professor Gustaf Kjellberg, hade som målsättning att "inom fäderneslandet verka för sinnesslöa barns uppfostran till medvetna och nyttiga medlemmar av samhället". 
Föreningen bedrev insamlingar och gav ut mindre skrifter för att sprida upplysning om de sinnesslöas behov av undervisning och vård och för statens och kommunernas skyldighet att understödja den enskilda välgörenheten på detta område. Man anordnade också så kallade abnormmöten i olika städer i syfte att förbättra sinnesslövården. Föreningen lyckades också genomdriva att begreppet "idiot" i allmänt språkbruk ersattes med "sinnesslö".

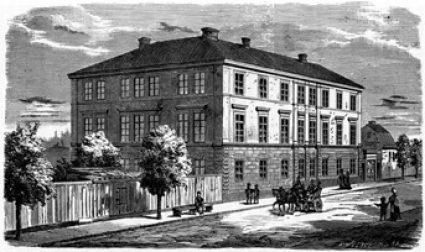
Skolhuset på Norrtullsgatan

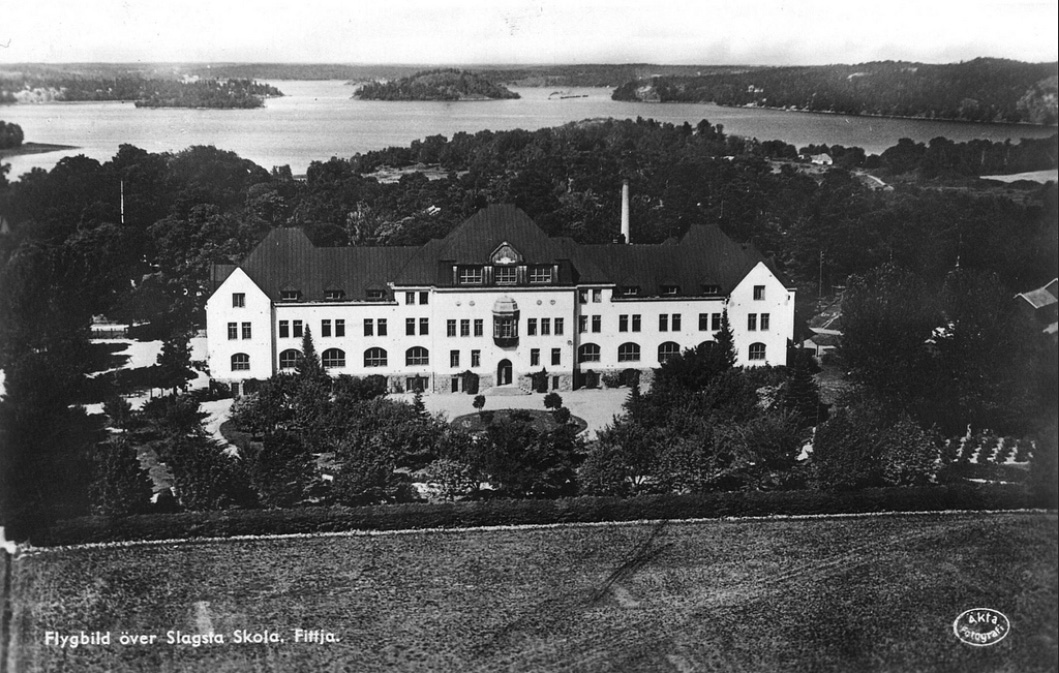
Skolhemmet i Slagsta

Inledningsvis lämnade man ekonomiskt stöd till den av Emanuella Carlbeck drivna "idiotanstalten" i Västergötland. Föreningen startade emellertid redan 1872 Sveriges första skola för sinnesslöa barn, vilken låg på Norrtullsgatan 16 i Stockholm, där Thorborg Rappe 1877 blev föreståndare. År 1879 startade man där också ett seminarium för utbildning av lärarinnor för särskoleundervisningen, en verksamhet för vilken man även erhöll statsanslag. Denna utbildning var fram till 1947 den enda i Sverige för särskolelärare. År 1911 flyttades både skolhemmet och seminariet till Slagsta i Botkyrka socken, Stockholms län. På 1870-talet öppnades också arbetshemmet för sinnesslöa vid Rickomberga, strax utanför Uppsala och 1888 skolhemmet Carlsro i samma stad. Föreningen drev också skolan och asylen för sinnesslöa vid Karlsvik, Södertälje och arbetshemmet för kvinnliga sinnesslöa vid Rörstrand, Stockholm.
År 1934 startade föreningen ett skol- och arbetshem för barn och pojkar på Säfstaholms slott vid Vingåker. År 1951 övertogs Slagsta av Stockholms stad och 1952 ombildades föreningen till Stiftelsen Sävstaholm. Skolhemsverksamheten på Sävstaholm upphörde 1968, då Södermanlands läns landsting i enlighet med omsorgslagen blev huvudman för verksamheten, vilken då flyttades till den nybyggda Dammsdalskolan. 
Stiftelsen finns emellertid fortfarande kvar med syfte att på olika sätt stödja utvecklingsstörda. Man stödjer ekonomiskt forskning inom området och har ett särskilt program för doktorandstöd. 
Stiftelsen ger också ekonomiskt stöd till utbildning, utveckling och vård av enskilda personer med utvecklingsstörning.
Den 22 april 1956 bildades Riksförbundet för utvecklingsstörda barn, nuvarande Riksförbundet för utvecklingsstörda barn, ungdomar och vuxna (FUB), vilket delvis övertog den roll Föreningen för sinnesslöa barns vård tidigare haft.